# 三角尺

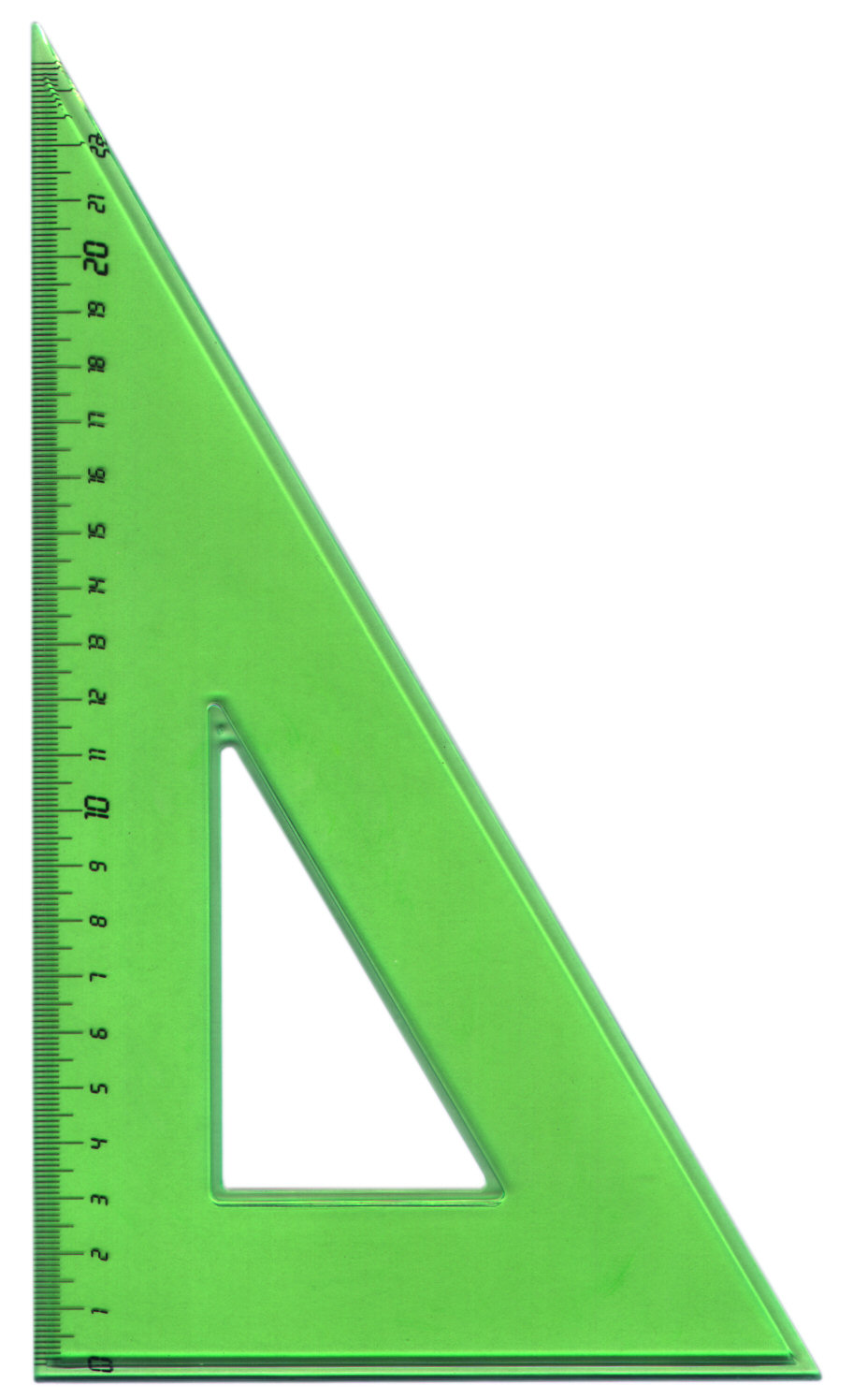
塑料三角尺

三角尺是繪圖工具之一，外觀上呈直角三角形，與直尺共用可用于繪畫直角、平行線及垂直線。
傳統的三角尺以木製居多，現代的三角尺則多以透明塑料製成，中心處開孔，亦多與圓規、量角器、直尺等成套裝出售。
三角尺通常是兩個特殊直角三角形
（45°、45°、90°）（30°、60°、90°）